# HD 36848
HD 36848, eller HR 1877, är en ensam stjärna i den mellersta delen av stjärnbilden Duvan. Den har en skenbar magnitud av ca 5,46 och är svagt synlig för blotta ögat där ljusföroreningar ej förekommer. Baserat på parallax enligt Gaia Data Release 3 på ca 18,8 mas, beräknas den befinna sig på ett avstånd på ca 174 ljusår (ca 53 parsek) från solen. Den rör sig närmare solen med en heliocentrisk radialhastighet på ca -0,6 km/s.

## Egenskaper
HD 36848 är en orange till gul jättestjärna av spektralklass K2/3 III, som befinner sig på den röda jättegrenen, vilket betyder att den förbrukat förrådet av väte i dess kärna och genererar energi genom fusion av helium i ett yttre skal. Den har en massa som är ca 1,2 solmassor, en radie som är ca 8,7 solradier och har ca 25 gånger solens utstrålning av energi från dess fotosfär vid en effektiv temperatur av ca 4 500 K.
Stjärnans mångfaldsstatus är inte allmänt överenskommen. Eggleton et. al. klassificerar den som en ensam stjärna medan De Mederios et. al. finner att den är en trolig spektroskopisk dubbelstjärna.